# Притча о неверном управителе

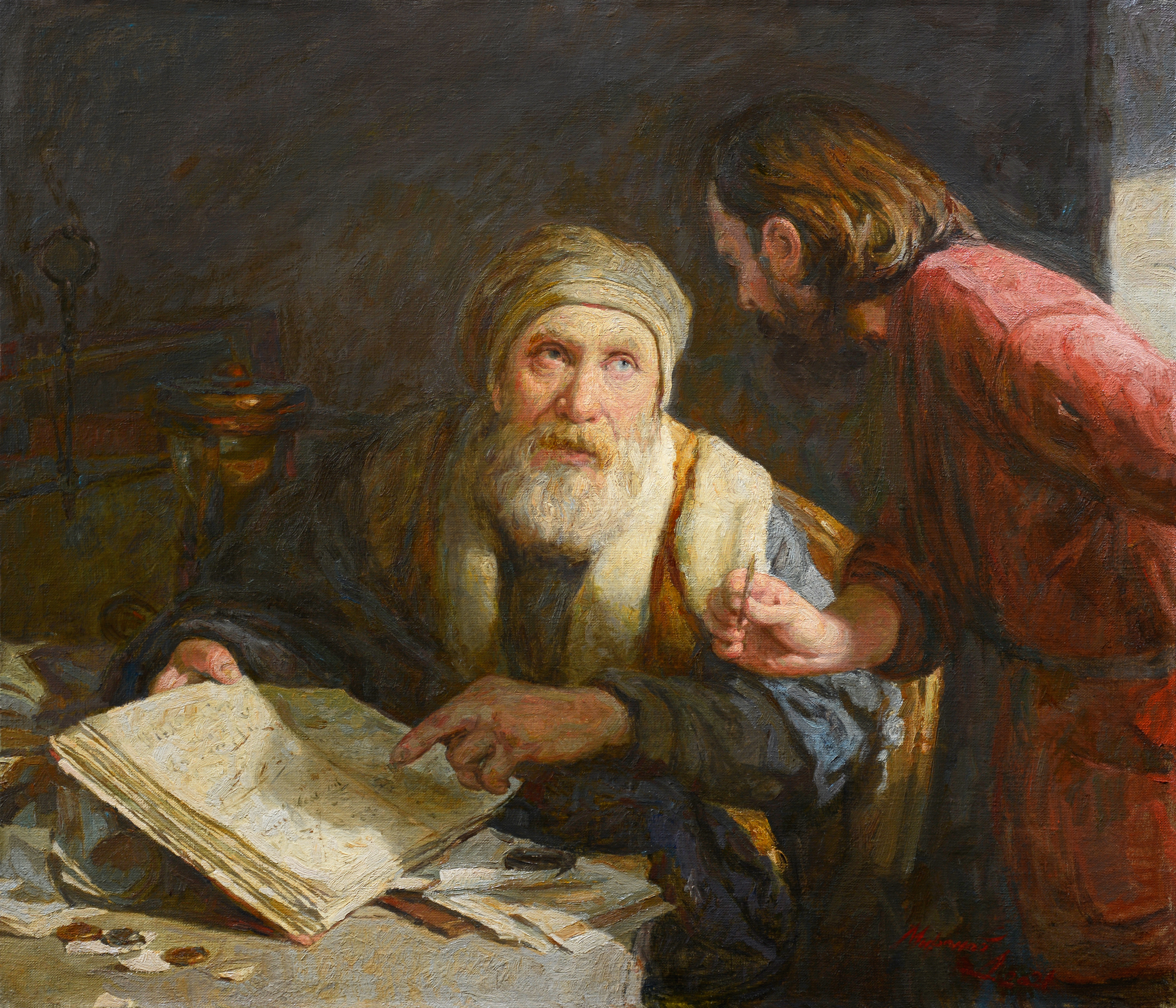
Притча о неверном управителе. Картина XXI века.

Притча о неверном управителе — одна из притч Иисуса Христа, содержащаяся в Евангелии от Луки.
В ней рассказано о нанятом богатым господином домоуправителе, уличённом в растрате вверенного имущества. Когда же о растрате было доложено хозяину, то испугавшись, управитель переписал долговые расписки на имущество розданного людям с большего долга на меньший. 

Сказал же и к ученикам Своим: один человек был богат и имел управителя, на которого донесено было ему, что расточает имение его; и, призвав его, сказал ему: что это я слышу о тебе? дай отчет в управлении твоем, ибо ты не можешь более управлять. Тогда управитель сказал сам в себе: что мне делать? господин мой отнимает у меня управление домом; копать не могу, просить стыжусь; знаю, что сделать, чтобы приняли меня в домы свои, когда отставлен буду от управления домом. И, призвав должников господина своего, каждого порознь, сказал первому: сколько ты должен господину моему? Он сказал: сто мер масла. И сказал ему: возьми твою расписку и садись скорее, напиши: пятьдесят. Потом другому сказал: а ты сколько должен? Он отвечал: сто мер пшеницы. И сказал ему: возьми твою расписку и напиши: восемьдесят. И похвалил господин управителя неверного, что догадливо поступил; ибо сыны века сего догадливее сынов света в своем роде. И Я говорю вам: приобретайте себе друзей богатством неправедным, чтобы они, когда обнищаете, приняли вас в вечные обители 
— Лк. 16:1-9

## Богословское толкование
Притча вызывает наибольшее количество вопросов и недоумений. В связи с этим свт. Феофан Затворник писал: «Из всех притчей Спасителя эта, кажется, самая трудная…».
Большинство толкователей видят в богатом господине образ Бога, под вверенным имуществом понимается все то, чем наделил человека Господь, включая как материальные, так и духовные блага, а также физические возможности, здоровье, таланты и прочие способности, которые до́лжно употреблять на богоугодное дело, а не вопреки их назначению. Неправедное богатство — то, что не наше, Божье, присвоенное, ибо только один Господь есть податель жизни и всякой благодати. В пример же поставлено не то, что управитель неправедно распоряжался имуществом, но то, с каким усердием он пытался исправить ситуацию, не пренебрегая самой последней возможностью избежать наказания даже тогда, когда развязка была уже очевидна.
В духовном смысле таким же образом должен поступать человек, невзирая на тяжесть грехов и даже будучи на смертном одре не терять надежду на спасение, предпринимая все к тому возможное.
Однако не следует излишне буквально и детально подходить к пониманию каждого образа данного в притче. Свт. Феофилакт Болгарский: «Всякая притча прикровенно и образно объясняет сущность какого-нибудь предмета, но не она во всем подобна тому предмету, для объяснения которого берётся. Поэтому не должно все части притчи изъяснять до тонкости, но, воспользовавшись предметом, насколько прилично, прочие части нужно опускать без внимания, как прибавленные для целости притчи, а с предметом не имеющие никакого соответствия. Так нужно поступить и с предложенной притчей. Ибо если мы возьмёмся до тонкой подробности объяснять все, кто домоправитель, кто приставил его к управлению, кто донёс на него, кто должники, почему один должен маслом, а другой — пшеницей, почему говорится, что они должны были по сто, и если все прочее вообще будем исследовать с излишним любопытством, то мы сделаем речь тёмной, причём, вынужденные затруднениями, может быть, дойдем и до смешных объяснений. Поэтому настоящей притчей должно воспользоваться столько, сколько можно».
Из толкования святителя Феофилакта Болгарского:

Господь желает здесь научить нас хорошо распоряжаться вверенным нам богатством. И, во-первых, мы научаемся тому, что мы не господа имения, ибо ничего собственного не имеем, но что мы управители чужого, вверенного нам Владыкой с тем, чтобы мы располагали имением хорошо и так, как Он повелевает. Потом научаемся тому, что если мы поступаем в управлении богатством не по мысли Владыки, но вверенное нам расточаем на свои прихоти, то мы такие управители, на которых сделан донос. Ибо воля Владыки такова, чтобы вверенное нам мы употребляли на нужды сослужителей, а не на собственные удовольствия. Когда же на нас доносят и мы имеем быть отставленными от управления имением, то есть исторгнутыми из здешней жизни, когда именно мы будем давать отчет в управлении после преставления отселе, тогда мы поздно примечаем, что нужно делать, и приобретаем себе друзей богатством неправедным. «Неправедным» называется то «богатство», которое Господь вручил нам для употребления на нужды братьев и сослужителей, а мы удерживаем оное для самих себя. Но поздно мы ощутим, куда нам обратиться, и что в этот день мы не можем ни трудиться, ибо тогда не время делать, ни милостыни просить, ибо неблагоприлично, так как девы просившие (милостыни) названы глупыми (Мф. 25, 8). Что же остается делать? Разделить с братьями это имение, чтобы, когда перейдем отселе, то есть переселимся из здешней жизни, бедные приняли нас в вечные обители…

Из толкования святителя Феофана Затворника:

За что похвалён неправедный эконом? Не за правду, а за то, что умудрился выпутаться из стеснительных обстоятельств, в какие попал… Так ухитряйтесь и вы отвратить главную беду, грозящую вам. Какую беду? Ту, что ведь вы грешны, а за грехи что ожидает вас? Осуждение и такое состояние, в коем вы будете бедственнее всякого бедствующего. Вы находитесь теперь совершенно в таком же положении, в каком тот управитель… Мудрость правителя в чём состояла? В том, что он умудрился обеспечить своё будущее. Умудритесь и вы то же сделать. Как? Чрез благотворение и милостыню. Облегчайте участь нуждающихся, — и это спасёт вас…

Диакон Андрей Кураев:

У каждого есть не нами созданное богатство, которое дано нам в распоряжение. Это время моей жизни. В принципе, все, что мне дано Богом, я должен был бы Ему же и вернуть. Но Господь понимает, что этого не будет. И поэтому просит у меня отдать хотя бы десятину, хотя бы эти полдня в воскресенье. И вот я должен бы быть в воскресенье в храме. А я вместо того, чтобы в этот день пойти в церковь, посвятить его Богу, пойду навещу больного друга. В известном смысле, я украл это время у Бога. Но если на Страшном Суде возникнет вопрос, как я потратил этот талант, то я отвечу: «Я взял этот талант у Тебя, Господи, но я отдал его своим друзьям. Я не утаил его при себе. Да, я не был в то воскресенье в храме. Но я провел время не перед телевизором. Я был в больнице». Как ни странно, это будет оправданием.